# 師銘澤
师铭泽（1997年11月8日—）曾是中國男子演唱團體沙漠五子D5成員，也是黑金计划旗下訓練生。2018年9月，主演奇幻偶像剧《一吻不定情》，从而正式出道。2019年參加愛奇藝偶像男團競演養成類真人秀《青春有你》，最终止步于20强。但却在同年加入團體，并且随后發行了首支单曲《战场》。

## 个人經歴
2019年1月，參加愛奇藝偶像男團競演養成類真人秀《青春有你》，最终止步于20强。同年与谷藍帝、丁飛俊、徐炳超、胡文煊组成沙漠五子D5。
5月1日，随组合为《瑞丽服饰美容》拍摄的《MINIBOOK》封面正式上线；5月11日，随组合参加北京冬奥会倒计时1000天“燃烧的雪”主题音乐会并演唱《站起来》。

## 影視作品

### 電視劇
| 首播年度 | 劇名             | 角色   | 備註   |
| 2018年   | 一吻不定情       | 萧白羽 |        |
| 2020年   | 韫色过浓         | 徐嘉玮 | 網絡劇 |
| 2020年   | 哪吒降妖记       | 火尖枪 |        |
| 2021年   | 机智的恋爱生活   | 卢凡易 | 網絡劇 |
| 2022年   | 你好，神枪手     | 周越   |        |
| 2022年   | 女士的法则       | 陈珂   |        |
| 2022年   | 我奇怪的17岁³    | 楚渝   | 網絡劇 |
| 2023年   | 女士的品格       | 迈克   |        |
| 2024年   | 我将喜欢告诉了风 | 方超   |        |
| 2025年   | 仁心俱乐部       | 蒋毓   |        |
| 2025年   | 无尽的尽头       | 刘伟翔 | 網路劇 |

## 音乐作品

### 單曲列表
沙漠五子D5
| 專輯 | 資料                                                          | 曲目        |
| 1st  | 首張單曲《戰場》 - 發行日期：2019年5月20日 - 語言：國語       | 1. 戰場     |
| 2nd  | 第二支單曲《野Savage》 - 發行日期：2019年5月30日 - 語言：國語 | 1. 野Savage |

### 活动見面會
| 日期         | 地點 | 主題                     | 備註                 |
| 2019年6月2日 | 澳门 | 樂華娛樂十周年紀念演唱會 | 与沙漠五子D5所有成員 |